# Église Saint-Victor de Braga
L'église Saint-Victor (igreja de São Victor) est une église baroque de Braga, fameuse pour ses azulejos. Elle est consacrée à saint Victor de Braga, martyr du IVe siècle, et située dans le quartier (freguesia) de São Vítor. Elle fait partie du patrimoine protégé depuis le 22 septembre 1977.

## Histoire
L'église est bâtie à l'emplacement d'une ancienne église par un ingénieur français, Michel de l'École, à l'initiative de l'archevêque de Braga Luis de Sousa (1677-1690). Elle est construite à partir de 1686 et consacrée le 19 mars 1698 par Mgr João de Sousa (1696-1703).

## Description
L'extérieur de l'église est de style sobre contrastant avec l'intérieur richement orné, notamment d'azulejos. Les armoiries de Mgr Luis de Sousa figurent sur la façade principale, au centre du fronton triangulaire. On remarque également les statues dans des niches de deux saints ; il s'agirait - en l'absence d'inscription - de saint Benoît et de saint Antoine ou peut-être de saint Géraud, archevêque de Braga au tout début du XIIe siècle.
L'intérieur est richement décoré en 1692 d'azulejos attribués à l'artiste espagnol Gabriel del Barco. Le retable doré du maître-autel est également un chef-d'œuvre local.

## Illustrations

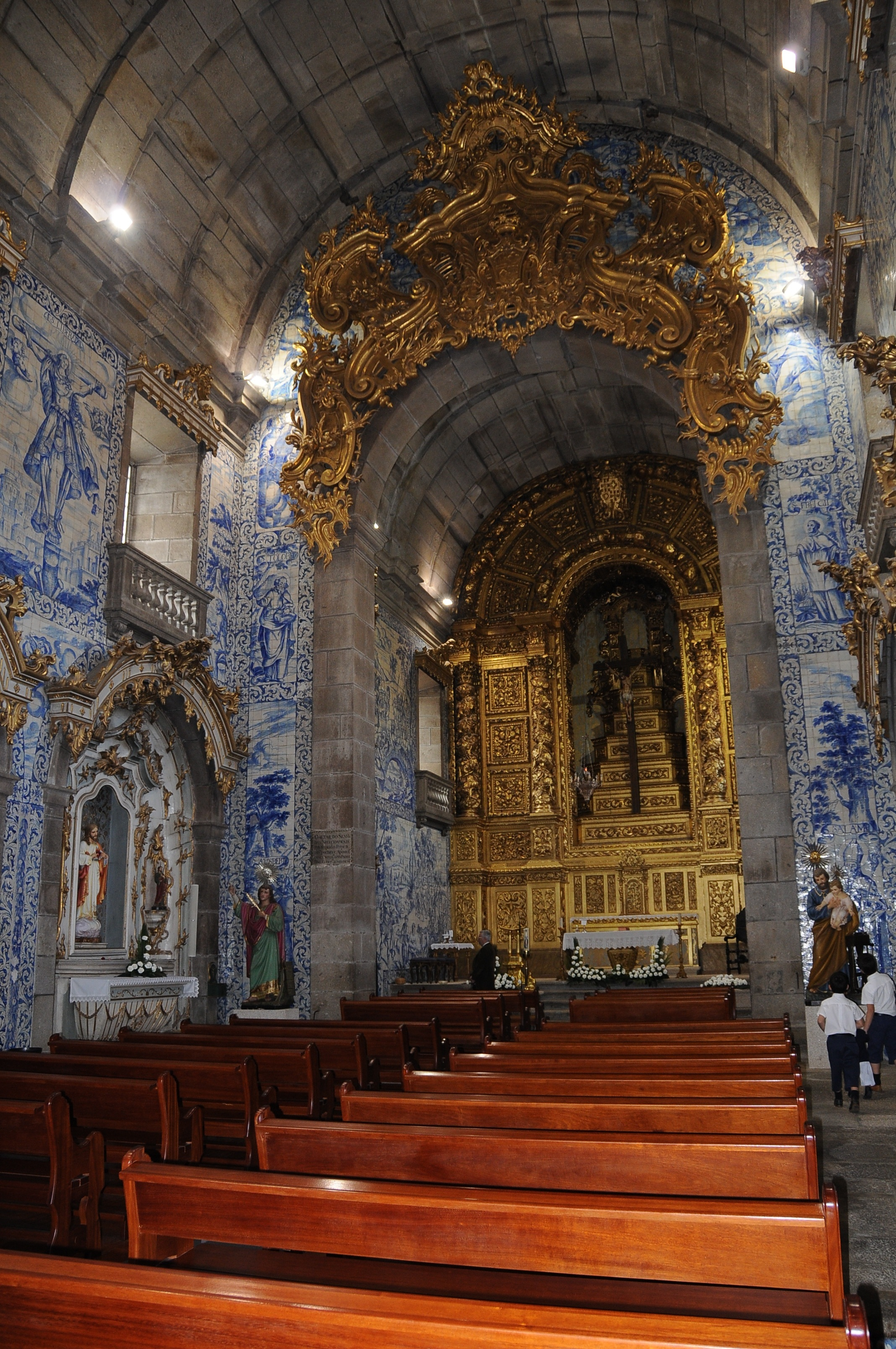
Intérieur de l'église
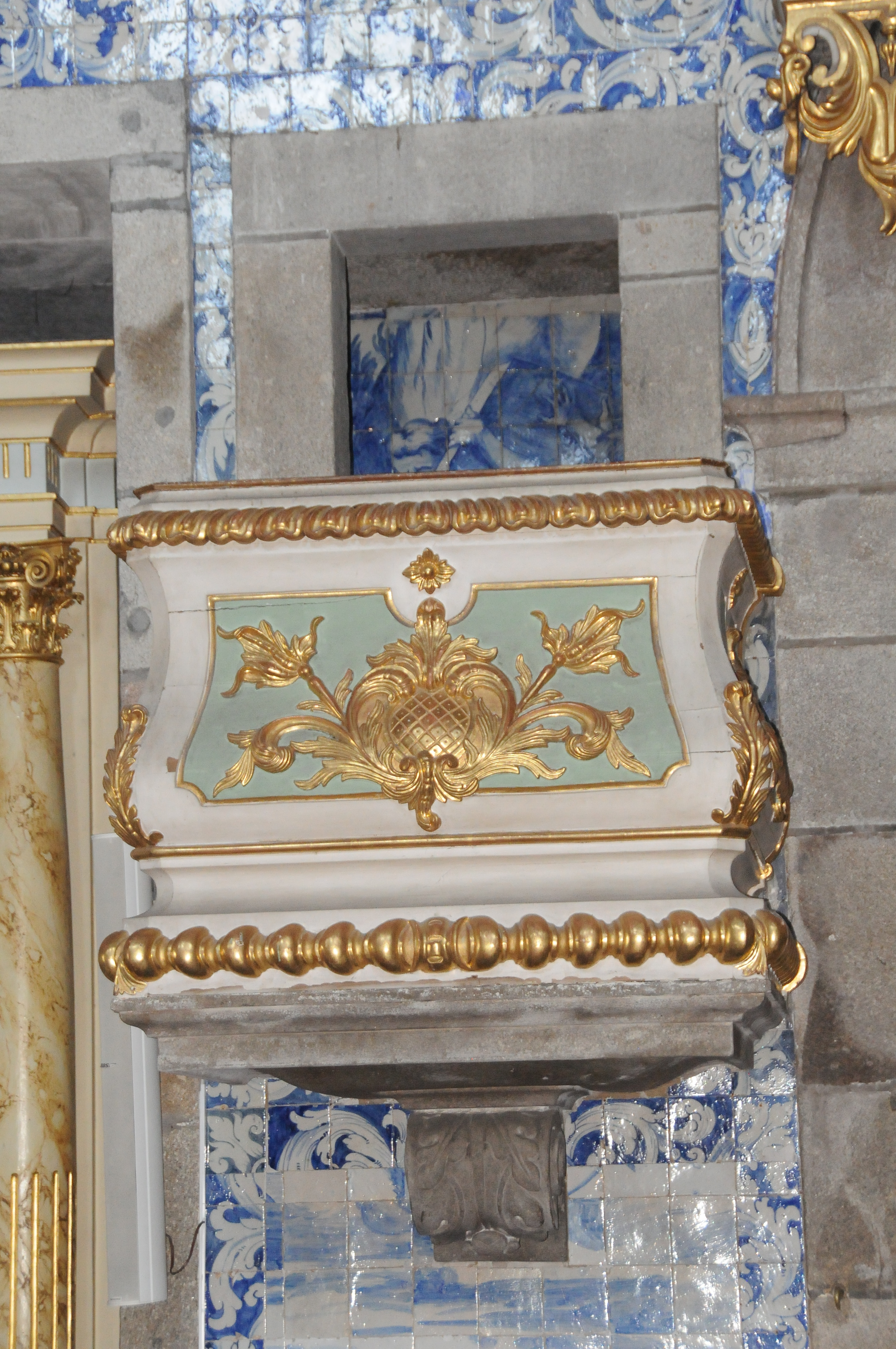
Chaire de l'église
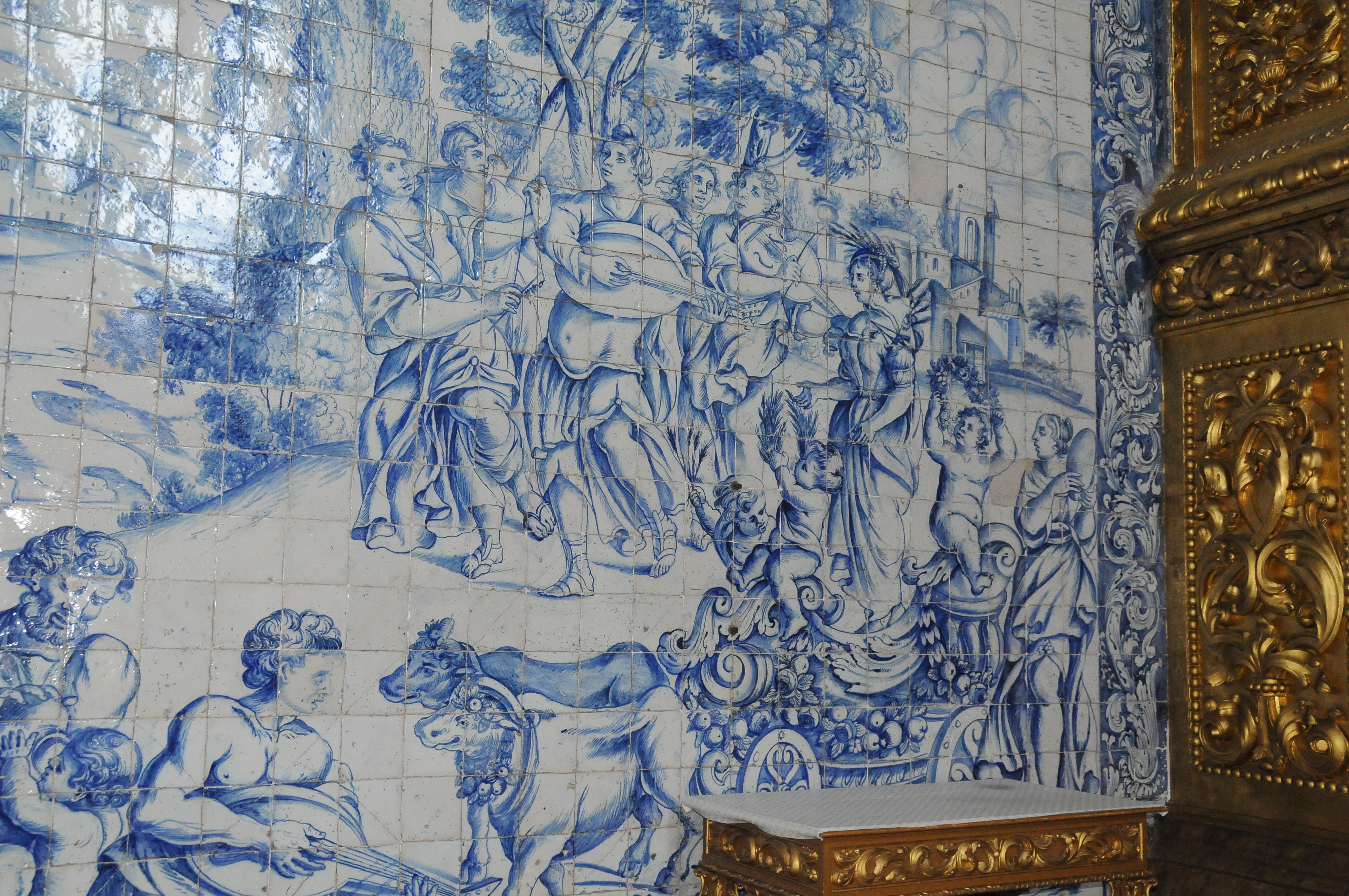
Détail d'azulejos

## Source de la traduction
- (pt) Cet article est partiellement ou en totalité issu de l’article de Wikipédia en portugais intitulé « Igreja de São Victor » (voir la liste des auteurs).